# Societat Espanyola de Musicologia
La Societat Espanyola de Musicologia, en castellà i originalment Sociedad Española de Musicología (SEdeM), és una societat científica, cultural i docent, fundada a Madrid el 1977 per un grup d'investigadors, encapçalats per Samuel Rubio i José López Calo.
La Societat té per objectiu l'estudi i l'ensenyament de la Musicologia i de la música en tots els seus àmbits, atorgant especial importància a la investigació, recuperació i difusió del patrimoni musical hispànic, atenent als seus valors artístics, històrics i antropològics, i a les seves ramificacions històriques i geogràfiques. S'ocupa de promoure tota mena de tasques musicològiques relacionades amb el mateix, com ara organitzar congressos, simposis o jornades d'estudi, fomentar la investigació musicològica i ajudar a la publicació de treballs especialitzats.
Promou totes aquelles iniciatives i activitats musicològiques relacionades amb els seus objectius institucionals, com la recerca musicològica, la publicació i difusió de treballs científics i l'organització de simposis, conferències, activitats pedagògiques i concerts. Ha organitzat diversos congressos (Saragossa, El Escorial, Granada, Madrid i Barcelona), i el 1992 s'ocupà de l'organització a Madrid del gran congrés mundial de la Sociedad Internacional de Musicología, assumint la publicació de les actes en set volums.
La primera reunió promotora de la Societat Espanyola de Musicologia (SEdeM) va tenir lloc el 1977, durant unes jornades hispano-lusitanes de música antiga celebrades a la Diputació de Saragossa, en què es va convidar a Lothar Siemens per pronunciar la lliçó magistral. Va reunir interessats en musicologia de tot Espanya i Portugal. Dos deixebles d'Higini Anglès, el P. Samuel Rubio Calzón i el P. José López Calo, s'ocuparen de materialitzar aquest projecte, i López Calo, assumint la iniciativa, es va encarregar de la redacció dels primers estatuts i de la legalització de l'associació. La data del seu naixement fouel 14 de juliol de 1977.
Des del 1978, aquesta entitat edita anualment un volum de la "Revista de Musicología", el seu òrgan oficial, i també publica amb una certa regularitat una col·lecció de discos de música espanyola, una sèrie de catàlegs d'arxius musicals i diversos estudis i edicions de música antiga.
El primer president de la revista fou Samuel Rubio (1978-1984). Posteriorment, ha estat dirigida per Ismael Fernández de la Costa (1985-1994), Dionisio Preciado (1995-1998), Rosario Álvarez (1999-2006) i Lothar Siemens (2007-2017). En l'actualitat, presideix aquesta institució José Antonio Gómez.